# گارنت جوزف ولسلی
گارنت جوزف ولسلی (انگلیسی: Garnet Wolseley, 1st Viscount Wolseley; ۴ ژوئن ۱۸۳۳ – ۲۵ مارس ۱۹۱۳) فیلد مارشال ارتش بریتانیا بود. 
وی در جنگ کریمه، شورش‌های ۱۸۵۷ در هند، جنگ دوم تریاک، حملات فینیان‌ها، شورش رودخانه سرخ، جنگ انگلیس و زولو و نهضت مهدیون حضور داشت و برندهٔ جوایزی همچون نشان مریت شده‌است.